# Питър Ашдаун
Питър Ашдаун (на английски: Peter Ashdown) (роден на 16 октомври 1934 г. в Данбъри, Великобритания) е бивш британски пилот от Формула 1 (1 старт с Купър) и Формула 2.